# Gong (muziekinstrument)
Een gong is een ronde metallofoon van Oost-Aziatische herkomst die een specifieke toonhoogte kan hebben. De bouw kan variëren van die van een ronde, gekromde schotel (al dan niet met een bult erop, zoals bij de Chinese gong), tot die van een rechthoekige metalen plaat. Hij wordt met een vilten, metalen of houten klopper bespeeld.
Een specifieke gong is de grote tamtam, die in verschillende toonhoogten en grootten leverbaar zijn. Daarnaast is deze gong zeer klankrijk en bijna oceanisch te noemen met een complexe klankkleur, waarvan de tonen ook weer apart hoorbaar zijn te maken.
Er zijn ook gongs die meer op een bekken lijken. Deze gongs zijn in een draaibank bewerkt en dun afgedraaid. Ze hebben een meer ruisende klank.